# Piper confertinodum
Piper confertinodum là một loài thực vật có hoa trong họ Hồ tiêu. Loài này được (Trel. & Yunck.) M.A. Jaram. & Callejas mô tả khoa học đầu tiên năm 2004.